# Station Southend Airport
Southend Airport is het spoorwegstation van Luchthaven London Southend in Engeland. Het station is eigendom van Network Rail en wordt beheerd door Greater Anglia. Het station is in dienst genomen op 18 juli 2011 en officieel geopend op 21 september 2011.

## Treinverbindingen
Vanaf Southend Airport vertrekken de volgende verbindingen:
- 3x per uur (Greater Anglia) Southend Victoria - Southend Airport - Shenfield - Stratford - London Liverpool Street

Een reis van Southend Airport naar London Liverpool Street duurt ongeveer 55 minuten.

## Busverbindingen
Buslijn X30 vertrekt van buiten het terminal en lijnen 7, 8 en 9 vertrekken vanaf Rochford Road.
| Lijn | Route                                                                         | Exploitant |
| ---- | ----------------------------------------------------------------------------- | ---------- |
| X30  | Stansted Airport - Chelmsford - Southend Airport - Southend                   | First      |
| 7    | Rayleigh - Hockley - Rochford - Southend Airport - Southend - North Shoebury  | Arriva     |
| 8    | Hockley - Rochford - Southend Airport - Southend                              | Arriva     |
| 9    | Rayleigh - Eastwood - Southend Airport - Southend - Thorpe Bay - Shoeburyness | Arriva     |